# Lijst van voetbalinterlands Finland - Thailand
Deze lijst van voetbalinterlands is een overzicht van alle officiële voetbalwedstrijden tussen de nationale teams van Finland en Thailand. De landen speelden tot op heden vier keer tegen elkaar. De eerste ontmoeting, een vriendschappelijke wedstrijd, werd gespeeld in Bangkok op 9 februari 1996. Het laatste duel, eveneens een vriendschappelijke wedstrijd, vond plaats op 27 februari 2000 in de Thaise hoofdstad.

## Wedstrijden
| № | Plaats  | Datum            | Competitie        | Wedstrijd          | Uitslag |
| - | ------- | ---------------- | ----------------- | ------------------ | ------- |
| 1 | Bangkok | 9 februari 1996  | Vriendschappelijk | Thailand – Finland | 1 – 0   |
| 2 | Bangkok | 16 februari 1996 | Vriendschappelijk | Thailand – Finland | 5 – 2   |
| 3 | Bangkok | 20 februari 2000 | Vriendschappelijk | Thailand – Finland | 0 – 0   |
| 4 | Bangkok | 27 februari 2000 | Vriendschappelijk | Thailand – Finland | 5 – 1   |

## Samenvatting
| Competitie        | Totaal gespeeld | Winst Finland | Gelijk | Winst Thailand | Doelsaldo Finland – Thailand |
| ----------------- | --------------- | ------------- | ------ | -------------- | ---------------------------- |
| Vriendschappelijk | 4               | 0             | 1      | 3              | 3 − 11                       |
| Totaal            | 4               | 0             | 1      | 3              | 3 − 11                       |

Wedstrijden bepaald door strafschoppen worden, in lijn met de FIFA, als een gelijkspel gerekend.

## Details

### Eerste ontmoeting
| Vriendschappelijk (Bangkok, Thailand, 9 februari 1996): |              | |
| Thailand                                                | 1 – 0        | Finland |
| Natipong Sritong-in 75'                                 | goals        | |
| Arj-han Srongngamsub                                    | bondscoach   | Jukka Ikäläinen |
|                                                         | opstellingen | Antti Niemi Harri Ylönen Lasse Karjalainen Kari Rissanen 46' Rami Nieminen Kim Suominen 66' Tommi Grönlund Sami Mahlio Ari Hjelm Petri Järvinen 46' Jari Jäväjä |
|                                                         | wissels      | 46' Jukka Koskinen 46' Jokke Kangaskorpi 66' Jasse Jalonen |

### Tweede ontmoeting
| Vriendschappelijk (Bangkok, Thailand, 16 februari 1996):                                                                   |              | |
| Thailand | 5 – 2        | Finland |
| Natipong Sritong-in 40' Natipong Sritong-in 51' Thawa Damrong-Ongtrakul 55' Kiatisuk Senamuang 61' Natipong Sritong-in 83' | goals        | 31' Harri Ylönen 64' Kari Rissanen |
| Arj-han Srongngamsub | bondscoach   | Jukka Ikäläinen |
| | opstellingen | Kari Laukkanen Harri Ylönen 46' Lasse Karjalainen Kari Rissanen Aki Hyryläinen Kim Suominen Tommi Grönlund 57' Sami Mahlio Ari Hjelm Petri Järvinen 46' Jasse Jalonen |
| | wissels      | 46' Jokke Kangaskorpi 46' Jarkko Wiss 57' Tom Enberg |

### Derde ontmoeting
| Vriendschappelijk (Bangkok, Thailand, 20 februari 2000):   |              | |
| Thailand                                                   | 0 – 0        | Finland |
|                                                            | goals        | |
| Peter Withe                                                | bondscoach   | Antti Muurinen |
|                                                            | opstellingen | Jani Viander Ville Nylund Tero Penttilä Jarmo Saastamoinen Harri Ylönen Tommi Grönlund Mika Lehkosuo Jarkko Wiss 70' Vesa Vasara 81' Antti Sumiala 61' Teemu Tainio |
|                                                            | wissels      | 61' Petri Helin 70' Shefki Kuqi 81' Mika Kottila |
| - Debuut van Tero Penttilä (Glasgow Rangers) voor Finland. |              | |

### Vierde ontmoeting
| Vriendschappelijk (Bangkok, Thailand, 27 februari 2000):                                              |              | |
| Thailand                                                                                              | 5 – 1        | Finland |
| Anuruck Srikerd 22' Pipat Thongkanya 25' Anuruck Srikerd 44' Tanachai Boriban 56' Anuruck Srikerd 81' | goals        | 74' Toni Kallio |
| Peter Withe                                                                                           | bondscoach   | Antti Muurinen |
| | opstellingen | 46' Magnus Bahne Ville Nylund Jarmo Saastamoinen Marko Tuomela 46' Janne Hietanen Jarkko Wiss Tommi Grönlund Mika Lehkosuo 46' Antti Sumiala Mika Kottila 62' Shefki Kuqi |
| | wissels      | 46' Jani Viander 46' Harri Ylönen 46' Toni Kallio 62' Vesa Vasara |

Finse voetbalbond · A-internationals · Bondscoaches · Statistieken · Fins vrouwenelftal · Olympisch elftal · Finland U21 · Finland U20 · Finland U19 · Finland U18 · Finland U17 · Finland U16
1911 – 1919 ·
1920 – 1929 ·
1930 – 1939 ·
1940 – 1949 ·
1950 – 1959 ·
1960 – 1969 ·
1970 – 1979 ·
1980 – 1989 ·
1990 – 1999 ·
2000 – 2009 ·
2010 – 2019 ·
2020 − 2029
EK 2020
OS 1912 ·
OS 1936 ·
OS 1952 ·
OS 1980
1911 · 
1912 · 
1913 · 
1914 · 
1915 · 1916 · 1917 · 1918 · 
1919 · 
1920 · 
1921 · 
1922 · 
1923 · 
1924 · 
1925 · 
1926 · 
1927 · 
1928 · 
1929 · 
1930 · 
1931 · 
1932 · 
1933 · 
1934 · 
1935 · 
1936 · 
1937 · 
1938 · 
1939 · 
1940 · 
1941 · 
1942 · 
1943 · 
1944 · 
1945 · 
1946 · 
1947 · 
1948 · 
1949 · 
1950 · 
1952 · 
1952 · 
1953 · 
1954 · 
1955 · 
1956 · 
1957 · 
1958 · 
1959 · 
1960 · 
1961 · 
1962 · 
1963 · 
1964 · 
1965 · 
1966 · 
1967 · 
1968 · 
1969 · 
1970 · 
1971 · 
1972 · 
1973 · 
1974 · 
1975 · 
1976 · 
1977 · 
1978 · 
1979 · 
1980 · 
1981 · 
1982 · 
1983 · 
1984 · 
1985 · 
1986 · 
1987 · 
1988 · 
1989 · 
1990 · 
1991 · 
1992 · 
1993 · 
1994 · 
1995 · 
1996 · 
1997 · 
1998 · 
1999 · 
2000 · 
2001 · 
2002 · 
2003 · 
2004 · 
2005 · 
2006 · 
2007 · 
2008 · 
2009 · 
2010 · 
2011 · 
2012 · 
2013 · 
2014 · 
2015 · 
2016 · 
2017 · 
2018 ·
2019 ·
2020
Albanië ·
Algerije ·
Andorra ·
Armenië ·
Azerbeidzjan ·
Bahrein ·
Barbados ·
België ·
Bermuda ·
Bolivia ·
Bosnië en Herzegovina ·
Brazilië ·
Bulgarije ·
Canada ·
Chili ·
China ·
Colombia ·
Costa Rica ·
Cyprus ·
Denemarken ·
DDR ·
(West-)Duitsland ·
Ecuador ·
Egypte ·
Engeland ·
Estland ·
Faeröer ·
Frankrijk ·
Georgië ·
Griekenland ·
Honduras ·
Hongarije ·
Ierland ·
IJsland ·
India ·
Irak ·
Israël ·
Italië ·
Japan ·
Jemen ·
Joegoslavië ·
Jordanië ·
Kameroen ·
Kazachstan ·
Koeweit ·
Kosovo ·
Kroatië ·
Letland ·
Liechtenstein ·
Litouwen ·
Luxemburg ·
Maleisië ·
Malta ·
Marokko ·
Mexico ·
Moldavië ·
Montenegro ·
Nederland ·
Noord-Ierland ·
Noord-Korea ·
Noord-Macedonië ·
Noorwegen ·
Oekraïne · 
Oman ·
Oostenrijk ·
Peru ·
Polen ·
Portugal ·
Qatar ·
Roemenië ·
Rusland ·
San Marino ·
Saoedi-Arabië ·
Schotland ·
Servië ·
Servië en Montenegro ·
Singapore ·
Slovenië ·
Slowakije ·
Sovjet-Unie ·
Spanje ·
Thailand ·
Trinidad en Tobago ·
Tsjechië ·
Tsjecho-Slowakije ·
Tunesië ·
Turkije ·
Uruguay ·
Verenigde Arabische Emiraten ·
Verenigde Staten ·
Wales ·
Wit-Rusland ·
Zuid-Korea ·
Zweden ·
Zwitserland
België (2021) · 
Denemarken (2021) · 
Rusland (2021)
FAT · A-internationals · Bondscoaches · Statistieken · Thais vrouwenelftal · Thailand U21 · Thailand U20 · Thailand U19 · Thailand U18 · Thailand U17
1950 – 1959 · 
1960 – 1969 · 
1970 – 1979 · 
1980 – 1989 · 
1990 – 1999 · 
2000 – 2009 · 
2010 – 2019 ·
2020 − 2029
Asian Cup 1972 ·
Asian Cup 1992 · 
Asian Cup 1996 · 
Asian Cup 2000 · 
Asian Cup 2004 · 
Asian Cup 2007
OS 1956 · 
OS 1968
1956 · 
1957 · 
1958 · 
1959 · 
1960 · 
1961 · 
1962 · 
1963 · 
1964 · 
1965 · 
1966 · 
1967 · 
1968 · 
1969 · 
1970 · 
1971 · 
1972 · 
1973 · 
1974 · 
1975 · 
1976 · 
1977 · 
1978 · 
1979 · 
1980 · 
1981 · 
1982 · 
1983 · 
1984 · 
1985 · 
1986 · 
1987 · 
1988 · 
1989 · 
1990 · 
1991 · 
1992 · 
1993 · 
1994 · 
1995 · 
1996 · 
1997 · 
1998 · 
1999 · 
2000 · 
2001 · 
2002 · 
2003 · 
2004 · 
2005 · 
2006 · 
2007 · 
2008 · 
2009 · 
2010 · 
2011 · 
2012 · 
2013 ·
2014 ·
2015 ·
2016 ·
2017 ·
2018 ·
2019 ·
2020 ·
2021 ·
2022 ·
2023
Afghanistan ·
Australië ·
Bahrein ·
Bangladesh ·
Bhutan ·
Brazilië ·
Brunei ·
Bulgarije ·
Cambodja ·
China ·
Congo-Brazzaville ·
Denemarken ·
Duitsland ·
Egypte ·
Estland ·
Faeröer ·
Filipijnen ·
Finland ·
Gabon ·
Georgië ·
Ghana ·
Hongkong ·
India ·
Indonesië ·
Irak ·
Iran ·
Israël ·
Japan ·
Jemen ·
Jordanië ·
Kameroen · 
Kazachstan ·
Kenia ·
Kirgizië ·
Koeweit ·
Laos ·
Letland ·
Libanon ·
Liberia ·
Libië ·
Liechtenstein ·
Luxemburg ·
Macau ·
Malediven ·
Maleisië ·
Malta ·
Marokko ·
Myanmar ·
Nederland ·
Nepal ·
Nieuw-Zeeland ·
Nigeria ·
Noord-Ierland ·
Noord-Korea ·
Noorwegen ·
Oezbekistan ·
Oman ·
Oost-Timor ·
Pakistan ·
Palestina ·
Papoea-Nieuw-Guinea ·
Polen ·
Qatar ·
Saoedi-Arabië ·
Singapore ·
Slowakije ·
Sri Lanka ·
Suriname ·
Syrië ·
Taiwan ·
Tadzjikistan ·
Trinidad en Tobago ·
Turkmenistan ·
Uruguay ·
Verenigde Arabische Emiraten ·
Verenigde Staten ·
Vietnam ·
Zuid-Afrika ·
Zuid-Korea ·
Zuid-Vietnam ·
Zweden